# Roodstaartbladspeurder
De roodstaartbladspeurder (Anabacerthia ruficaudata synoniem: Philydor ruficaudatum) is een zangvogel uit de familie ovenvogels (Furnariidae).

## Verspreiding en leefgebied
Deze soort telt drie ondersoorten:
- A. r. ruficaudata: amazonisch Brazilië, zuidoostelijk Peru en noordelijk Bolivia.
- A. r. subflavescens: noordoostelijk Ecuador en oostelijk Peru.
- A. r. flavipectus: zuidoostelijk Colombia, zuidelijk Venezuela, de Guyana's en noordoostelijk Brazilië.

## Status
De grootte van de populatie is niet gekwantificeerd maar de soort heeft een versnipperde verspreiding en wordt omschreven als schaars. Op de Rode lijst van de IUCN heeft deze soort de status niet bedreigd.